# Pastapelltshokka
Pastapelltshokka är ett berg i Finland.   Det ligger i den ekonomiska regionen Norra Lappland och landskapet Lappland, i den norra delen av landet, 1 000 km norr om huvudstaden Helsingfors. Toppen på Pastapelltshokka är 327 meter över havet.
Terrängen runt Pastapelltshokka är huvudsakligen platt, men åt nordväst är den kuperad. Terrängen runt Pastapelltshokka sluttar söderut.  Trakten runt Pastapelltshokka är nära nog obefolkad, med mindre än två invånare per kvadratkilometer. Det finns inga samhällen i närheten. 